# 殉爆
殉爆（じゅんばく）とは爆薬の塊が空気、水、地面などの媒体を隔てて他の爆薬の爆轟に感応して爆轟する現象である。
殉爆は保安上、重要な性能であり、各種爆薬ごとに殉爆試験を行っている。殉爆しやすいかどうかは殉爆感度という値で表される。殉爆するかどうかは媒体によっても大きく異なり、水中の方が空気中よりも殉爆感度が高くなるのは衝撃圧力の減衰が水中の方が小さいためである。
また、爆薬の温度が高いほど殉爆感度が高くなる傾向があるため、殉爆を防ぐためには低温で保管しておくことが望ましい。
火災などで弾薬庫の温度が上昇すると危険なのはDDT現象を起こして爆薬が起爆するだけでなく、殉爆感度が高くなって僅かな衝撃で弾薬が連鎖的に爆発する危険が高くなるためである。